# Traenheim
Traenheim település Franciaországban, Bas-Rhin megyében. Lakosainak száma 655 fő (2022. január 1.). Traenheim Balbronn, Bergbieten, Odratzheim, Scharrachbergheim-Irmstett és Westhoffen községekkel határos.

## Népesség
A település népessége az elmúlt években az alábbi módon változott:
| Lakosok száma | 670  | 649  | 661  | 648  | 649  | 649  | 651  | 653  | 655  |
|               | 2013 | 2015 | 2016 | 2017 | 2018 | 2019 | 2020 | 2021 | 2022 |